# Старый Кумазан
Старый Кумазан — село в Мамадышском районе Татарстана. Входит в состав Дюсьметьевского сельского поселения.

## География
Находится в северной части Татарстана на расстоянии приблизительно 13 км на север-северо-запад по прямой от районного центра города Мамадыш.

## История
Известно с 1680 года. В начале XX века были 2 мечети и медресе.
В «Списке населенных мест по сведениям 1859 года», изданном в 1866 году, населённый пункт упомянут как казённая деревня Старый Кумызан 2-го стана Мамадышского уезда Казанской губернии. Располагалась при речке Кумызанке, по левую сторону Кукморского торгового тракта, в 16 верстах от уездного города Мамадыша и в 26 верстах от становой квартиры в казённой деревне Ахманова (Ишкеево). В деревне, в 169 дворах жили 944 человека (486 мужчин и 458 женщин), была мечеть.

## Население
Постоянных жителей было: в 1782 году — 165 душ мужского пола, в 1859—965, в 1897—1287, в 1908—1579, в 1920—1512, в 1926—1367, в 1938—1211, в 1949—910, в 1958—859, в 1970—936, в 1979—804, в 1989—672, в 2002 году 516 (татары 100 %), в 2010 году 488.